# Рамон, Илан
Ила́н Рамо́н (ивр. אילן רמון‎, фамилия при рождении Вольферман, 20 июня 1954, Рамат-Ган — 1 февраля 2003, в небе над Техасом) — лётчик израильских ВВС, позднее первый астронавт Израиля. Совершил 16-дневный полёт на шаттле «Колумбия», который потерпел крушение при входе в плотные слои атмосферы при возвращении на Землю.

## Родители
Отец — Элиэзер Вольферман (выходец из Германии, родился в Берлине) — инженер. Скончался 21 августа 2006 на 83-м году жизни. Он был похоронен на кладбище селения Омер близ Беэр-Шевы, где проживал.
Мать — Тоня Вольферман (до замужества — Крепль, уроженка Польши). Скончалась 29 марта 2003 после продолжительной болезни (синдром Альцгеймера).

## Биография

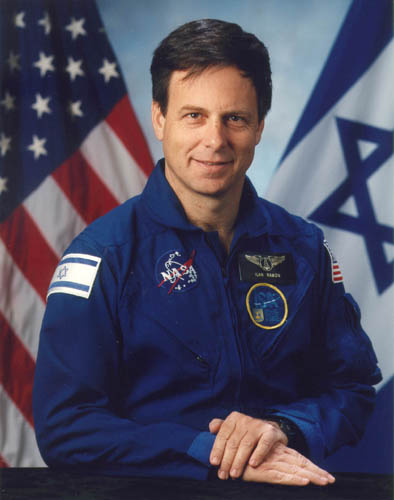

Илан Рамон родился в семье бывших узников Освенцима Элиэзера и Тони Вольферман 20 июня 1954 года в городе Рамат-Ган, Израиль. До призыва в армию в 1972 году носил фамилию родителей. Затем, как и многие израильские военные лётчики (впрочем, такое нередко и для израильтян вообще), сменил её на ивритскую. Он взял фамилию по названию кратера Рамон в пустыне Негев, и, возможно, как частичную анаграмму исходной фамилии Вольферман.

### Образование
Окончил среднюю школу в 1972 году в городе Беэр-Шева, имел первую степень Тель-Авивского университета по электронике и компьютерной технике (1987 год).

### Военная карьера
В 1972 году И. Рамон был призван в Армию обороны Израиля и поступил в Летную школу. В самом начале курса обучения в результате перелома руки он отстал от своих ровесников на 2 цикла, но затем наверстал упущенное. В одном из его учебных полётов у тренировочного самолёта «Цукит» (израильская версия реактивного самолёта СМ-170 Fouga Magister) отказала система управления, и Рамон с инструктором были вынуждены покинуть самолёт. Катапультирование закончилось благополучно — Илан получил лишь лёгкий ушиб ноги, и через несколько дней вернулся в строй.
Летную школу ВВС он окончил с отличием в 1974 году, получив квалификацию лётчика-истребителя.
- В ходе Войны Судного дня (1973) служил в подразделении радиоэлектронной борьбы.
- В 1974—1976 годах, после прохождения курса обучения, Рамон летал на самолёте A-4 «Скайхок» в 102-й эскадрилье «Ha-namer ha-meofef» («Летающий тигр»).
- В 1976—1980 годах после прохождения переподготовки он служил пилотом истребителя «Мираж» IIICJ в 253-й эскадрилье «Negev».
- В 1980 году эскадрилья, где служил И. Рамон, стала одной из двух первых в ВВС, получивших и освоивших истребители F-16. Рамон прошёл курс переподготовки на самолёт F-16 на базе ВВС США Хилл (штат Юта) в составе 2-й группы израильских лётчиков. После возвращения из США он служил в 101-й эскадрилье «Ha-krav ha-rishona» («Первая истребительная»), затем перешёл в 110-ю эскадрилью «Abirei ha-tsafon» («Рыцари Севера»).
- 7 июня 1981 года Рамон пилотировал один из восьми истребителей F-16A, нанесших удар по иракскому атомному реактору «Озирак» в 17 километрах западнее Багдада (операция «Опера»). Он выполнял роль замыкающего в группе (№ 8) и был самым молодым лётчиком среди участников операции.
- В 1981—1983 годах служил в качестве заместителя командира 253-й эскадрильи «Negev», оснащенной истребителями F-16.
- В 1982 году принимал участие в Ливанской войне.
- В 1983 году уволился из армии, поступив в Тель-Авивский университет. Окончил его в 1987 году с 1-й степенью (бакалавр). Участвовал в разработке истребителя Lavi.
- В 1988 году И. Рамон возвратился в ВВС и получил назначение заместителем командира 119-й эскадрильи «Atalef» («Летучая мышь»), оснащенной истребителями-бомбардировщиками F-4 «Фантом» II. В составе этой эскадрильи неоднократно выполнял сверхвысотные разведывательные полёты (на высоте 20-25 км) на самолёте RF-4ES.
- В 1990 году он окончил курс подготовки командиров эскадрилий. В 1990—1992 годах служил командиром 117-й эскадрильи «Silon ha-Rishona» («Первая реактивная»), оснащенной самолётами F-16.
- В 1992—1994 годах возглавлял Отдел самолётов в Штабе ВВС Израиля.
- В 1994 году получил звание полковника и пост начальника Управления разработки и закупки средств ведения боя в Штабе ВВС. Этот пост он занимал до 1998 года, когда был направлен в США для подготовки к космическому полёту.

И. Рамон имел налёт более 3000 часов на самолёте А-4 «Скайхок», «Мираж» IIICJ и F-4 «Фантом» II, и более 1000 часов — на самолётах F-16 различных модификаций. Неоднократно совершал боевые вылеты. Дважды аварийно покидал самолёт.

### Участие в космических программах
В июле 1998 года он начал подготовку по программе специалиста по полезной нагрузке (PS) в Космическом центре им. Л. Джонсона. С согласия руководства NASA Рамон в качестве слушателя прошёл курс подготовки полётных специалистов (MS) вместе с астронавтами-кандидатами 17-го набора NASA. Во время подготовки администрация NASA, в порядке исключения, разрешила И. Рамону, как опытному боевому лётчику, совершать перелёты из одного центра NASA в другой на реактивном самолёте T-38 «Тэлон» (что обычно не разрешается специалистам по полезной нагрузке) в качестве второго пилота.

### STS-107
28 сентября 2000 года И. Рамон назначен в экипаж миссии STS-107 в качестве специалиста по полезной нагрузке.
16 января 2003 года он стартовал в космос в составе миссии STS-107.

### Гибель
Илан Рамон погиб 1 февраля 2003 года вместе со всем экипажем шаттла «Колумбия» при возвращении из космического полёта (миссия STS-107) за 16 минут до посадки, запланированной на мысе Канаверал. Похоронен в мошаве Нахалаль в Изреэльской долине.

## Семья
Илан Рамон с 1986 был женат на Роне, преподавателе по специальности, оставил четырёх детей: сыновей Асафа, Таля, Ифтаха и дочь Ноа. Старший сын Асаф, ставший позже военным лётчиком и также мечтавший стать астронавтом, погиб 13 сентября 2009 года в катастрофе истребителя F-16. Вдова Рамона Рона Рамон умерла 17 декабря 2018 года в возрасте 54 лет после длительной болезни (рак поджелудочной железы).

## Хобби
Рамон увлекался горными лыжами, сквошем.

## Военные награды
Рамон отмечен знаком участника войны Судного дня (1973) и операции «Мир Галилее» (1982)

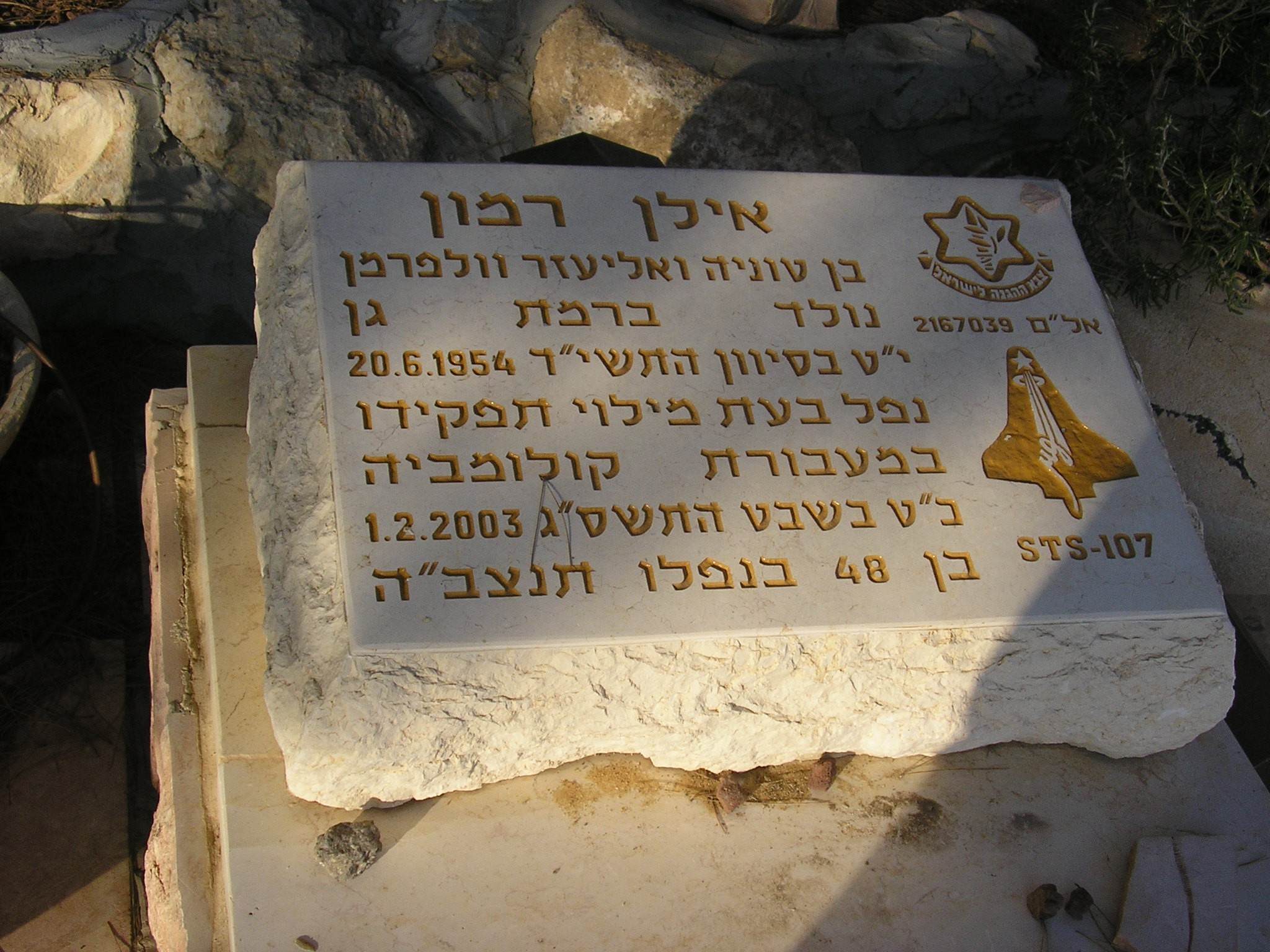

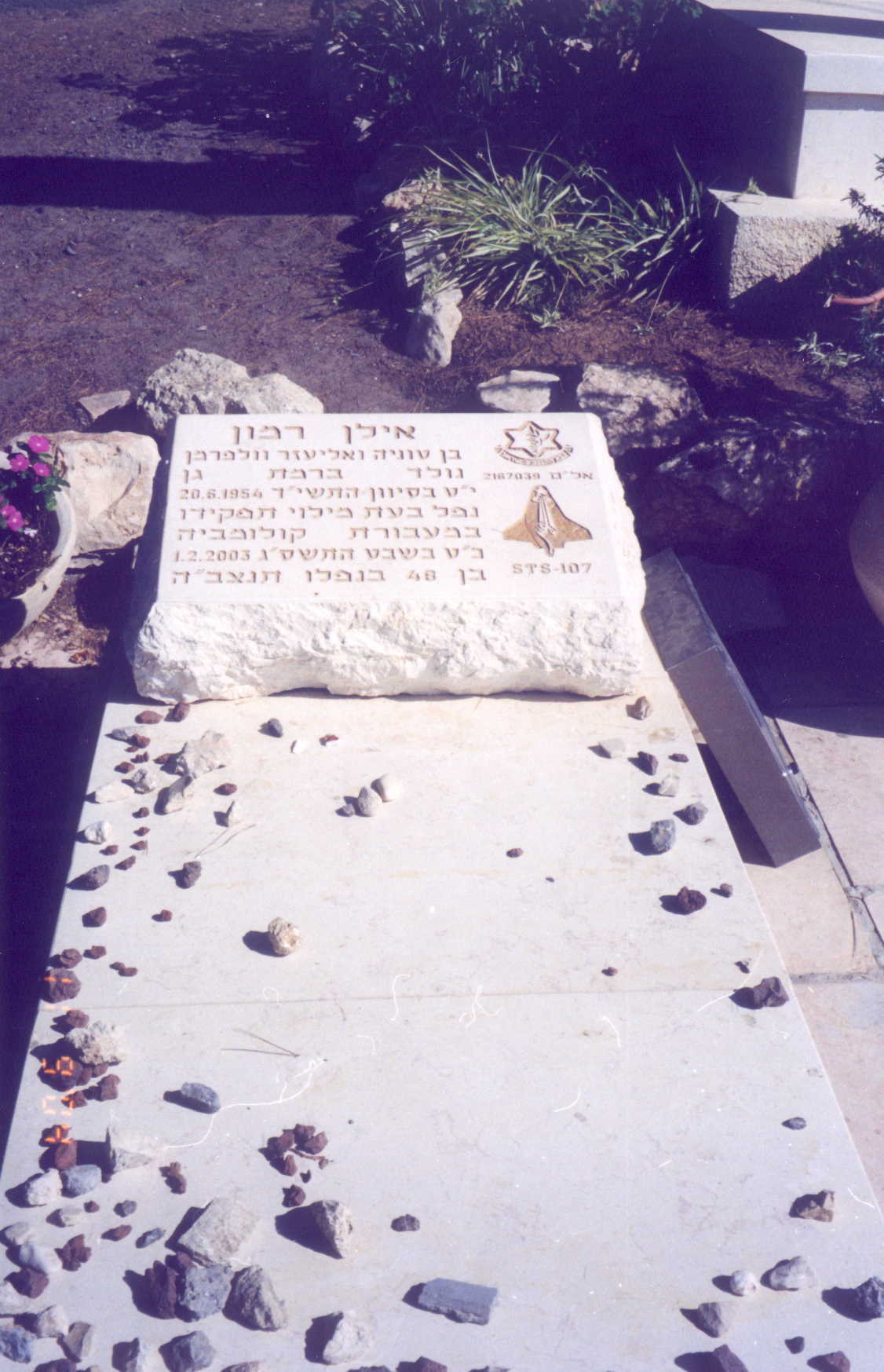
Могила Илана Рамона

## Память
- Астероид (51828) Иланрамон в Солнечной системе.
- Кратер Рамон на обратной стороне Луны.
- Гора Рамон в Колумбийских горах на Марсе.
- Зал Рамона в Технологическом Институте Флориды.
- Контрольная башня в международном аэропорту «Бен-Гурион».
- Международный аэропорт на юге Израиля
- Школа имени Илана и Асафа Рамон в городе Ришон ЛеЦион, Израиль. http://www.rishonim.rlz.org.il/BRPortal/br/P100.jsp
- Улица в пригороде Торонто, Канада.
- Школа «Илан Рамон» в городе Нетания, Израиль.